# オイルクーラー

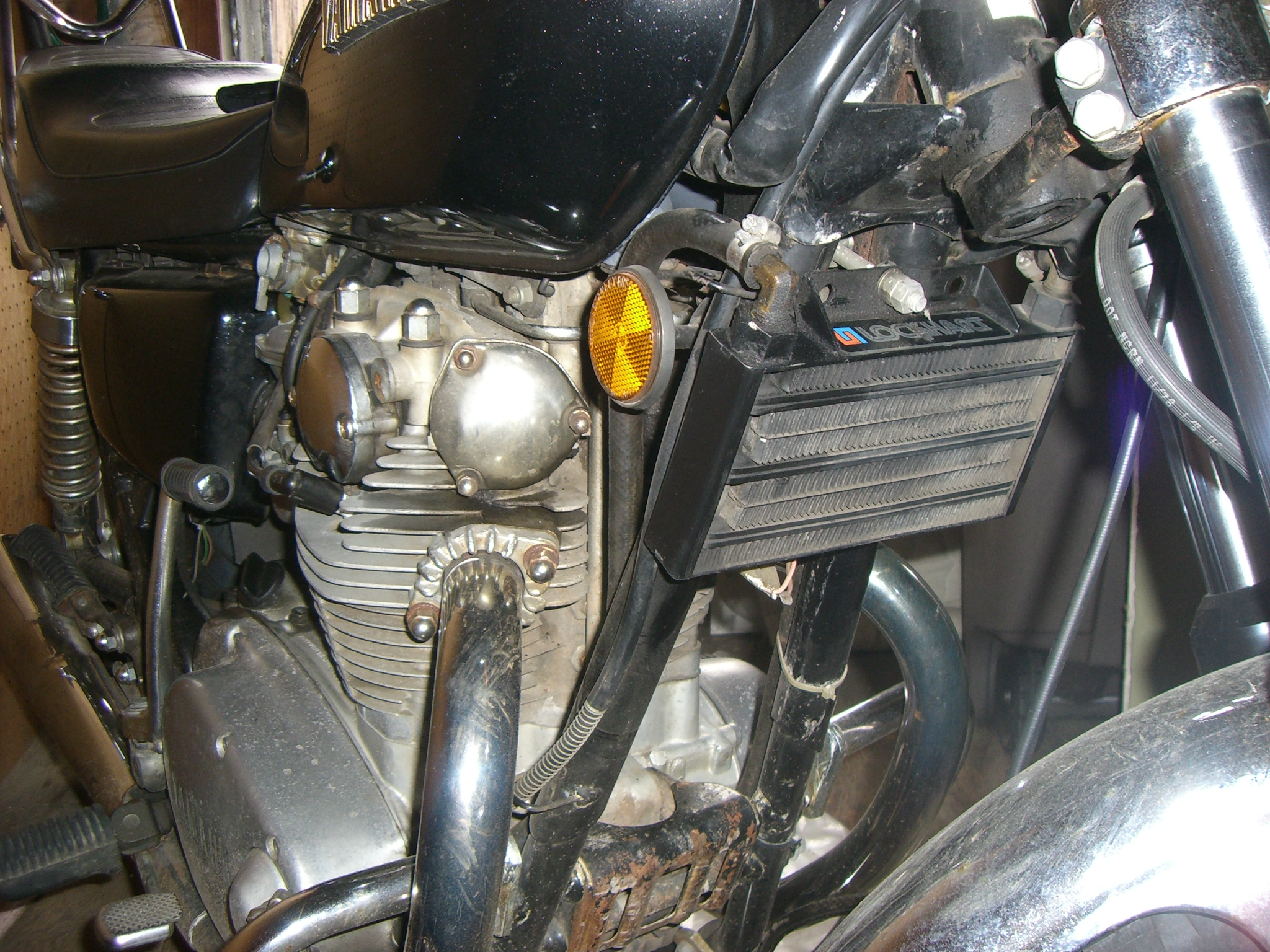
1979年式ヤマハ・XS650に増設されたロックハート社製空冷オイルクーラー

オイルクーラー（英：Oil-Cooler） は潤滑油や、油圧機器の作動油を冷却する装置である。

## 潤滑油の冷却
エンジンやギヤボックスなどの潤滑油は高温となるため、再循環の前に冷却するためのオイルクーラーを設置する場合があり、自動車、オートバイ、レシプロエンジンの航空機などに採用例が見られる。水冷エンジンにおいては主冷却装置たるラジエーターの冷却を補助する装置であるが、空冷エンジンではシリンダーの冷却フィン以上にオイルクーラーが冷却面で重要な位置付けを占める場合もある。メーカーによっては大型のオイルクーラーを装備した空冷エンジンを「油冷エンジン」と称する場合もある。機種によってはオイルクーラーに冷却用ファンを備えることもある。冷却用ファンは気体の特性から、押し込み式に較べ、吸引式が効率に優れる。この場合も確実に吸引できるようシュラウド（覆い）が併用される場合がある。シュラウド後端からファンが顔を出すあたりに効率の良い範囲がある。

### 構造
空冷式と水冷式があり、銅製などのフィン付きの細管を多数並べた構造をしている。細管内部に潤滑油を満たし、同じく潤滑油を満たしたエンジンのオイルジャケットと接続して潤滑油を循環することにより、エンジンの冷却を行う。
オイルクーラーの構造は空冷式の場合、ラジエーターと同様に「チューブ」と「フィン」で構成された「コア」とその両側の「タンク」からなる。コアの取り付け方向によって、「縦流れ」と「横流れ」とがあり、効率が良いのは縦流れであるが、コアの設置角度が垂直ではない場合や配管の都合、エンジンの寿命を縮めるオーバークールを防ぐ目的の場合は横流れとする場合がある。ラジエーターは多くの場合取入口がコア上部、排出口がコア下部に分けて配置されているが、オイルクーラーはほとんどがコアの上または下に取入口と排出口が併設されている。。オイルがコア内に一定量残留する関係上、オイルクーラー装着車へのフラッシングオイルの使用は推奨されないことがほとんどである。
オイルクーラーはラジエーター同様にエンジンを冷やすためにあるが、冷間始動時には早くエンジンを温める必要があるためオイルクーラーは逆効果となる。そのため、オイルクーラーの中には冷却経路中やクーラー本体内部にサーモスタットが組み込まれたものがあり、こうしたタイプのものは油温が低い場合はオイルクーラーでの冷却を行わないようにしている。純正装着品のサーモスタットは開弁温度が100 ℃前後と高温で作動する物が多いため、アフターマーケットパーツでは70度から80度前後のローテンプサーモスタットを用意して純正オイルクーラーの冷却効率改善を図る場合がある。
高回転、高負荷の状態が長く続くサーキットで使用する場合にはサーモスタットを取り去ってしまうこともあるが、そのまま日常的に使用するとオーバークールによってピストン - シリンダー間などのクリアランス（油隙間）が適正値とならない恐れがあるので、推奨はされていない。

### 水冷式オイルクーラー
オイルクーラーには水冷式の物も存在する。これは空冷式と同様の構造を持ったクーラーコアをウォータージャケットで覆ったもので、自動車の場合はラジエーターで冷却されたクーラントをウォータージャケットに流し込み、オイルの熱を放散させる。
水冷式は空冷式に比べ熱効率に優れるため、同じ放熱量比で空冷式より小型化ができるメリットがある。また、クーラントの温度以上に冷却がされないため、多くの場合サーモスタットは不要であり、油温を一定に保つウォーマーとしての効果も期待できる。
水冷式オイルクーラーには、オイルフィルター取り付け部の根本に冷却水を導入して冷却するタイプのものと、ラジエーターコア内部にオイル経路を設けて冷却を行うタイプがあり、前者はエンジンオイルクーラー、後者は後述のATFクーラーに利用されることが多い。
社外品においてはクーラーコアを独立式としたものが存在する。こうした水冷式オイルクーラーはより大容量のウォータージャケットを有していたり、より軽量化できるアルミニウムボディを持ったものが存在する。
プレジャーボートなどの小型船舶においては、クーラントの代わりに船外の海水や淡水を導入してより高い放熱効果を狙う場合もある。

### 材質
コア、タンクとも、熱伝導率に優れる銅や真鍮が用いられており、重量の制約が少ない定置型の産業機械や建設機械などでは鉄製のものも見られる。社外品においてはアルミニウムを用いた物も存在する。

### チューニングカーとオイルクーラー
チューニングに従いエンジンの出力が上がると、どうしても発熱量が大きくなるため、ラジエターと同様にオイルクーラーにも性能の高い物が必要になる。しかし取り付けサイズは車のレイアウトによって制約されてしまうため、フィンピッチを小さくして表面積を大きくしたり、コアの厚みを増やしフィン面積を大きくする方向で強化していくことが多い。しかしラジエーター同様にコア厚を2倍にしても性能は20 %ほどしか改善できない、またコア厚を上げると空気抵抗が増え、圧力損失も多くなってしまい、期待したほどには通風量は増えない。また、インタークーラーの吸気をエンジンフード上面から行うと、エンジンルームの内圧が上がり、前面からの流入量も減少するため、エンジンルームの排気を優先すべきであることは、ラジエーターの通風量を増やす場合と共通している。
そして次に考えられるのは冷却方式の変更である。空冷式と水冷式にはそれぞれ一長一短があり、
空冷式
冷却力大、自己放熱性弱、要求スペース大、効率の良い冷却のためには設置場所と導風に工夫が必要。オーバークールを防ぐにはサーモスタットが必要。
水冷式
冷却力小、自己放熱性強、要求スペース小、サーモスタットが不要。設置場所の制約があまりない。過剰に油温が上がった場合、冷却水温（エンジン本体）にも影響を与える。
となっている。
モータースポーツでの使用など、常に走行風が確保でき、なおかつ導風方法などを工夫できる余地があれば、空冷式の利点が十分活かせるが、低中速走行、信号待ち、渋滞などまでを考慮した日常的な使用には、水冷式の安定性が利点となる。
そのため現在の自動車メーカーはファミリーカーでは水冷式、スポーティカーなら空冷式を選択して純正装着する場合が多い。

### オイルクーラーを後付けする場合の注意点
元々オイルクーラーを装備していない車種にオイルクーラーを設置する場合には、オイルポンプの流量を考慮して形式や配管経路を選定する必要がある。オイルポンプの流量がオイルクーラーの圧力損失に対して低すぎる場合には、油圧が大きく低下してエンジン内部の潤滑不良を発生させてしまい、設置が却って逆効果となる場合もあるので注意が必要である。
また、オイルクーラーの設置する向きにも注意が必要である。元々オイルクーラーを装備していない車種はオイルポンプの流量にそれほど余裕がないため、横流れ式のコアの流入口を下向きにして取り付けるとコア内部に噛んだエアが抜けなくなる恐れがあるほか、全てのコアにオイルが回りきらず規定の冷却効率が発揮できない原因にもなる。これを防ぐためには横流れ式コアの場合はコアの取入口・排出口を上向きにして取り付けるか、コアを横に倒してラジエーターと同様に下側の流入口を取入れ側（ロワー）、上側の流入口を排出側（アッパー）とする配置を行うことが望ましい。
季節によってはオーバークールを防ぐため、サーモスタットの設置やクーラーコアの一部をテープなどで覆う措置を採ることも検討するべきである。

## オートマチックトランスミッションフルードクーラー
オートマチックトランスミッションフルード (ATF) は、過酷な使用状況になると高熱となり、変速ショックの増大や湿式多板クラッチの滑りなどの要因となるため、高性能車のオートマチックトランスミッションにはATFクーラーが設けられることがある。
ATFクーラーにも空冷式と水冷式が存在しており、前者の場合はクーラー配管にサーモスタットを設けることが一般的である。後者の場合はラジエーターコア内にフルードを導入して冷却を行う形式が一般的である。

## パワーステアリングフルードクーラー
パワーステアリングフルード(PSF) も、過酷な使用状況になると高熱となり、オイルポンプやギアボックスの潤滑に支障をきたす恐れがあるため、多くの車の油圧式パワーステアリングにはPSFクーラーが設けられている。
PSFクーラーはエンジンオイルやATFほどの冷却効率が要求されないため、ほとんどの場合空冷式である。その構造も、エンジンオイルクーラーのような多層式コアを持ったものではなく、長い金属パイプの経路をラジエーターの前などに這わせて走行風による冷却を行うものが多数を占めている。